# Огваро, Бетти
Бетти Ачан Огваро — политик из Южного Судана, член правительства Южного Судана. Бетти Огваро была первым министром сельского и лесного хозяйства Республики Южный Судан.

## Образование
Огваро имеет степень бакалавра зоотехники Университета Джубы, которую получила с отличием. Она также получила степень магистра ветеринарии в Эдинбургском университете и работала над получением степени в области микробиологии в Университете Вулверхэмптона в Великобритании.

## Карьера
Огваро работала директором по животноводству в правительстве Южного Судана до 1995 года, когда она уехала в изгнание в Великобританию. Она была председателем отделения Народно-освободительного движения Судана (НОДС) в Мидлендсе с 1999 по 2005 год и является одной из женщин-лидеров, которым удалось успешно договориться о включении минимума в 25 % женщин на всех уровнях управления в качестве части Всеобъемлющего мирного соглашения. Огваро является основательницей «Окна для Судана», неправительственной организации, которая содействует участию суданских женщин в развитии и повышает их статус в обществе. Она также консультировала по женским вопросам ЮНИФЕМ.
Огваро входит в группу посредников, ведущих переговоры о мирном урегулировании между Господней армией сопротивления и правительством Уганды, и стала первой суданской женщиной, которая открыто спорит с Джозефом Кони, лидером Господней армии, из-за зверств группировки в Судане и отсутствия у них приверженности мирному процессу. В 2007 году Огваро была президентом Женской парламентской лиги Южного Судана, которая продвигает участие суданских женщин-лидеров в политике и принятии решений. Она также была председателем Группы женщин Южного Судана (Southern Sudanese Women Caucus), в рамках которой влиятельные женские организации работают над удовлетворением потребностей суданских общин. Она входила в несколько комитетов, в том числе в специализированный комитет по гендерным вопросам, социальному обеспечению, молодёжи и спорту. Свою работу в парламенте она совмещает с продвижением женщин в сельском хозяйстве.
В 2007 году Сальва Киир назначил Огваро министром сельского хозяйства, животноводства, лесного хозяйства, кооперативов и развития сельских районов штата Восточная Экватория, в 2011 году Огваро повысили до министра сельского и лесного хозяйства Республики Южный Судан.